# Veslo

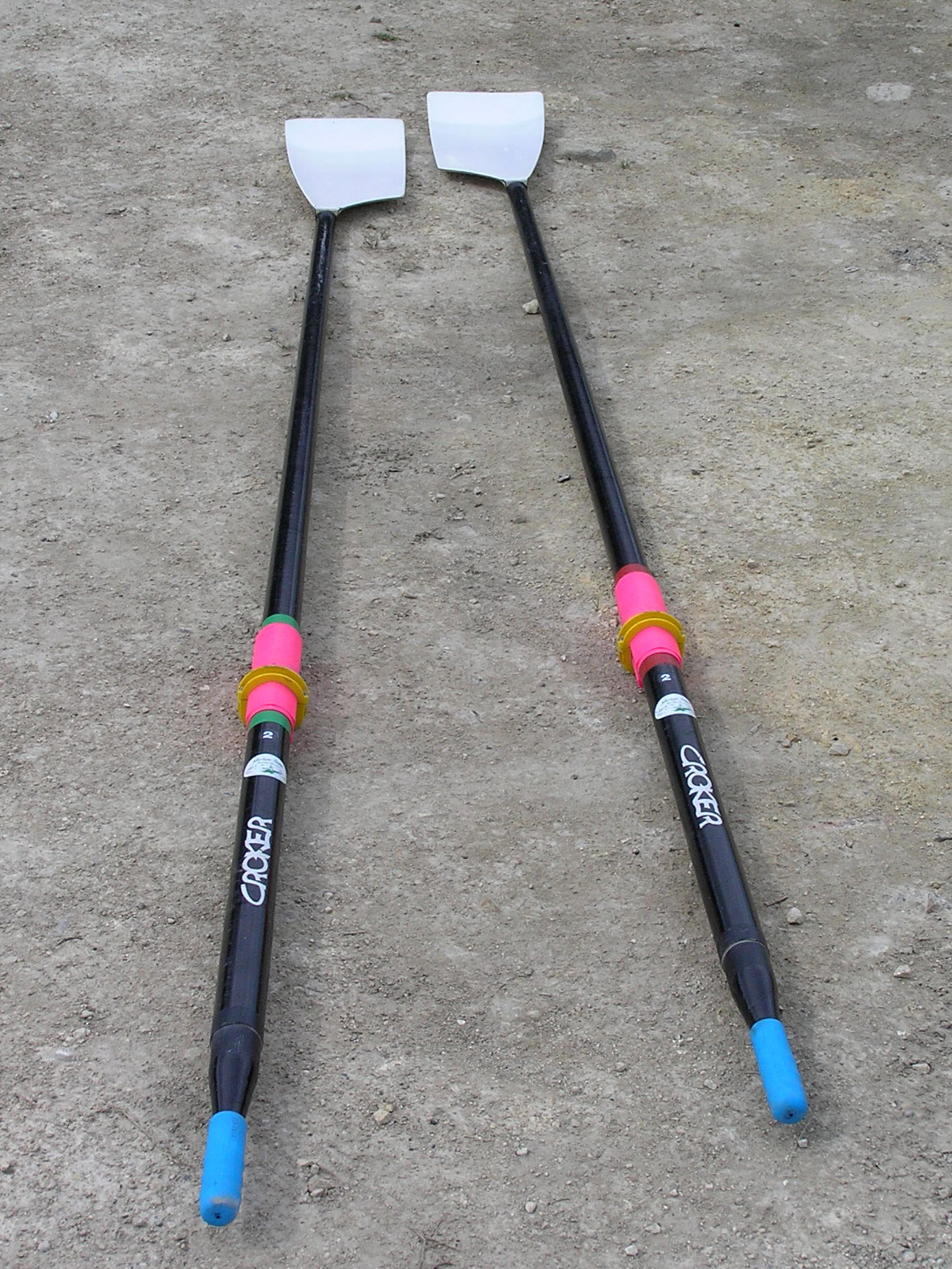
Sportovní vesla

Veslo je nástroj používaný k ručnímu pohonu a kormidlování lodí. Od pádla se liší tím, že se opírá dříkem o loď a pracuje tak na principu dvojzvratné páky.
Vesla patřila k výstroji už od starověku. Prakticky až do počátku novověku existovaly válečné i dopravní lodě poháněné vesly. Specializovaná kormidelní vesla sloužila k ovládání lodí až do vynálezu kormidla.
Otočný mechanismus (oko, rámeček) pro přidržování vesla na lodi, působiště páky, se nazývá havlinka. Havlinky mohou být připevněny buď přímo na bortech lodi, pod nimi (s veslaři v podpalubí), nebo na krakorcích vyčnívajících do stran z boků lodi.
Člověk pracující s veslem se nazývá veslař/veslařka, jeho činnost pak veslování.

## Části vesla
- List = Záběrová část vesla. U sportovních lodí má dnes tvar podobný sekyře, nebo u starších modelů, žákovských nebo rekreačních vesel je tvar symetrický.
- Žerď = Tyč spojující pačinu s listem a zasahující až do listu vesla. Na žerdi je navlečený věneček.
- Věneček = Část vesla, která je zapřená o havlinku.
- Pačina = Část vesla, kterou veslař drží.

## V kultuře

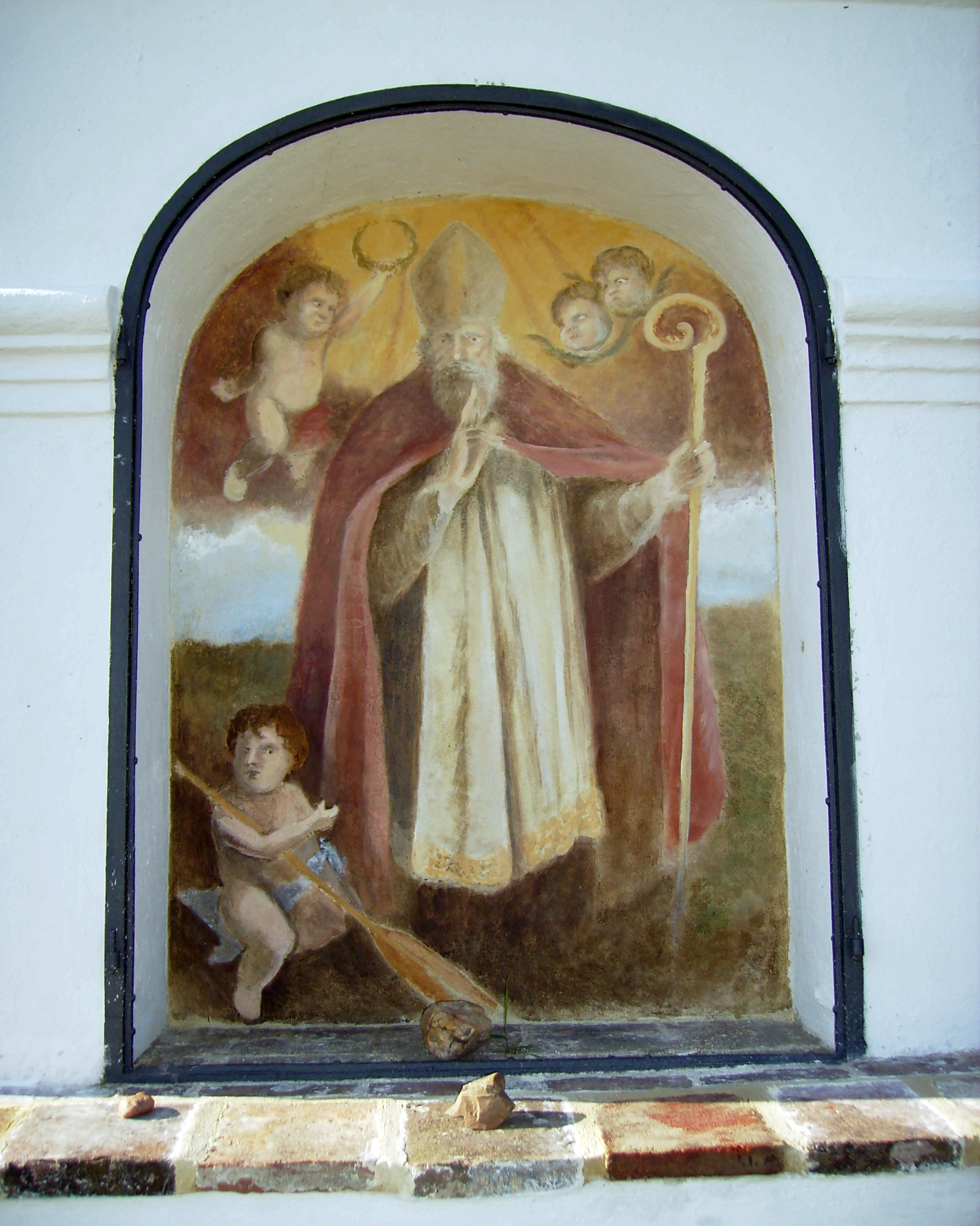
Sv. Vojtěch s veslem

Podle legendy byl veslem zabit svatý Vojtěch v roce 997 na misijní cestě k Prusům, a je proto jeho atributem.